# Concertato
Concertato hoặc là một thể loại hoặc một phong cách âm nhạc trong đó các nhóm khí nhạc hoặc thanh nhạc hòa những giai điệu, thường thay đổi luân phiên và hầu như luôn luôn trên một basso continuo. Thuật ngữ concerto này xuất phát từ tiếng Ý có nghĩa là chơi với nhau, do đó concertato có nghĩa là trong phong cách của một bản concerto.
Khác biệt giữa concertato và concerto là phong cách concertato liên quan đến sự tương phản giữa các nhóm đối lập của thanh nhạc và khí nhạc; phong cách concerto liên quan đến sự tương phản giữa các nhóm lớn và nhỏ.
Phong cách phát triển ở Venice vào cuối thế kỷ 16, chủ yếu thông qua tác phẩm của Andrea Gabrieli và Giovanni Gabrieli, những người đã làm việc trong không gian âm thanh độc đáo của Vương cung thánh đường Thánh Máccô sau đó nhanh chóng lan đến những nơi khác và trở nên phổ biến ở châu Âu.

## Các nhà soạn nhạc nổi bật
- Andrea Gabrieli
- Claudio Monteverdi
- Giovanni Gabrieli
- Heinrich Schütz
- Johann Pachelbel
- Johann Schein
- Michael Praetorius
- Samuel Scheidt